# Щербачёв, Алексей Логинович
Алексей Логинович Щербачёв (1720—1802) — русский государственный деятель, сенатор.

## Биография
Родился 19 (30) мая 1720 года; его отец — коллежский советник Логин Михайлович Щербачёв. Воспитывался в Сухопутном шляхетском кадетском корпусе. 
Был адъютантом у фельдмаршала Апраксина. В 1760 году произведён в полковники Гренадерского полка, который содержал в отличной исправности и в 1763 году был пожалован в секунд-майоры лейб-гвардии Семёновского полка.
В 1764 году по старшинству Щербачев произведен был в бригадиры, а через год — в генерал-майоры и определён главным судьей Ямской канцелярии. Когда князь Орлов отправился в бедствующую Москву для принятия решительных мер к прекращению моровой язвы, Щербачев поспешно пошел туда же с отрядами из каждого гвардейского полка. За труды, оказанные в этом важном деле, Щербачев был награждён орденом святой Анны.
Вскоре после того прусский принц Генрих пожелал видеть Москву, но опасался потерять время в дороге. Императрица Екатерина побилась с ним об заклад на талер, что он в два дня доедет туда, и позвав Щербачева, сказала ему: «Алексей Логинович, чтобы талер был в моем кармане! Принц Генрих не верит, что может доехать в Москву в два дни; доставь его туда непременно в тридцать шесть часов». Принц отправился; карета летела; тщетны были просьбы его, чтоб ехали потише. Через 36 часов он увидел Москву.
В 1775 году Щербачев произведен был по старшинству в генерал-поручики. При образовании Санкт-Петербургской губернии он избран был дворянством в заседатели верхнего земского суда.
В 1782 году ему повелено было присутствовать в Сенате (во втором департаменте), а в 1790 году он был пожалован чином действительного тайного советника. Император Павел исключил его из службы за то, что он во дворце, упав перед государем на колени, испрашивал прощение одной княгине Голицыной, посаженной в крепость.
Видный деятель русского масонства. Член Великой провинциальной ложи. Член лож «Молчаливости» и «Девяти муз».
Умер 25 июня (7 июля) 1802 года. Похоронен на Лазаревском кладбище Александро-Невской лавры.
Жена — Матрёна Васильевна (10.03.1726—27.07.1780).